# سيدي يوسف (سيدي يوسف بن أحمد)
سيدي يوسف هي إحدى مشيخات المملكة المغربية، تتبع جغرافيا لإقليم صفرو وإداريًا لسيدي يوسف بن أحمد. يقدر عدد سكانها بـ 6654 نسمة حسب الإحصاء الرسمي للسكان والسكنى لسنة 2004.